# Верхівцівський навчально-виховний комплекс
КЗ «Верхівцівський навчально-виховний комплекс» — середня загальноосвітня школа в місті Верхівцеве Кам'янського району Дніпропетровської області.

## Історія
Свою історію веде від початкової школи для дітей залізничників, яка відкрилась на станції Верхівцеве 1 вересня 1901 року.
Першим очільником школи була Чорна Олександра Пилипівна, а законовчителем був Андрій Хреновський.
Станом на 1 січня 1913 року в школі навчалося 149 учнів, з них 81 хлопчиків та 68 дівчаток.
В школі працювали вчителі:
- Чорна Олександра Пилипівна
- Ровецька Євгенія Іванівна
- Хохуля Анастасія Федорівна
- Потицька Ксенія Степанівна

Школа починала працювати з трьох житлових кімнатах, які робітники звільнили у житлових бараках біля залізничної станції Верхівцеве для обладнання класів. 
1 вересня 1912 року почало функціонувати нове приміщення школи (нині — Будинок дітей та юнацтва). Школа мала чотири класи. Поруч зі школою збудували будинок для помешкання вчителів (нині — дитячий дошкільний навчальний заклад № 11), а також їдальню та інші побутові приміщення. 
1970 року відкрилось нове приміщення, збудоване за типовим проектом тих часів.

## Керівники
В різний час школу очолювали:
- Луник Феодосій Олексійович
- Авілов Петро Григорович
- Яновський Павло Федосійович
- Губа Іван Іванович
- Майоренко Віра Акимівна
- Воронцова Людмила Федорівна

## Випускники
- 1955 — майбутній академік Прісняков Володимир Федорович, вчений та педагог
- Чулюк-Заграй Олександр Олександрович — співак, заслужений артист УРСР
- Гольдін Володимир Львович — розробник космічної техніки